# St. Ann
St. Ann – miasto w Stanach Zjednoczonych, w stanie Missouri, w hrabstwie St. Louis.